# سیلویو لونگ ژونیور
سیلویو لونگ ژونیور (رومانیایی: Silviu Lung Junior؛ زادهٔ ۴ ژوئن ۱۹۸۹) بازیکن فوتبال اهل رومانی است.
از باشگاه‌هایی که در آن بازی کرده‌است می‌توان به آسترا جورجو اشاره کرد.
وی همچنین در تیم ملی فوتبال رومانی بازی کرده‌است.
او پسر سیلویو لونگ، درواره‌بان سابق تیم ملی فوتبال رومانی است.